# BRP Cabra
Le BRP Cabra (MRRV-4409) est le huitième patrouilleur de classe Parola de la Garde côtière philippine.

## Conception
La Garde côtière philippine a précisé que le navire est un navire de maintien de l’ordre et qu’il est conçu pour mener des missions environnementales et humanitaires, ainsi que des opérations de sécurité maritime et des missions de patrouille maritime.
Le navire a été conçu avec une passerelle de navigation pare-balles et est équipé de détecteurs d’incendie, d’une capacité de vision nocturne, d’un bateau annexe et d’une capacité de radiogoniométrie.
Le navire est équipé d’équipements de communication et de surveillance radio de Rohde & Schwarz, en particulier des radios de communication logicielle M3SR des séries 4400 et 4100, et de l’équipement de surveillance radio DDF205. Ces équipements améliorent les capacités de reconnaissance, de poursuite et de communication du navire.

## Construction, livraison et mise en service
Le BRP Cabra a subi des essais en mer à Yokohama, au Japon, et a été mis en service le 28 mars 2018, en même temps que le BRP Cape San Agustin (MRRV-4408).

## Historique opérationnel
En avril 2018, le BRP Cabra a été envoyé à Boracay dans la municipalité de Malay pour effectuer des patrouilles maritimes autour de l’île de renommée mondiale pendant la durée de sa fermeture de six mois qui a commencé le 26 avril 2018.
En septembre 2018, le BRP Cabra ainsi que son navire jumeau le BRP Sindangan (MRRV-4407) et les navires de la marine philippine BRP Nestor Reinoso (PG-380) et BRP Benguet (LT-507) ont secouru le BRP Gregorio del Pilar (PS-15), qui a fini par s’échouer sur le haut-fond Hasa-Hasa (également connu sous le nom de Banc Half Moon) en mer de Chine méridionale. Le BRP Gregorio del Pilar a finalement été retiré du haut-fond quelques jours plus tard.
Le BRP Cabra a souvent été déployé en mer de Chine méridionale pour s’opposer aux incursions des navires chinois dans une zone revendiquée par la Chine mais qui se trouve dans la zone économique exclusive (ZEE) des Philippines. 
En octobre 2023, des navires des garde-côtes et des milices maritimes chinoises ont harcelé et heurté intentionnellement l'Unaiza May 2 et le BRP Cabra lors d’une opération de rotation de personnel et de réapprovisionnement, a déclaré à la presse Gilbert Teodoro, le ministre de la Défense philippin. Les deux collisions sont survenues près de l'atoll du Banc Second Thomas, connu localement sous le nom d’Ayungin Shoal, dans les îles Spratleys, où Pékin déploie des navires pour faire valoir ses revendications territoriales. Cet avant-poste isolé se trouve à environ 200 km de l'île philippine de Palawan et à plus de 1000 km de Hainan, la grande île chinoise la plus proche. En 1999, les Philippines ont délibérément fait s'échouer sur l'atoll un bateau militaire offert par les États-Unis, le BRP Sierra Madre, dans le but d'y installer des troupes et d'affirmer ainsi leur souveraineté face à la Chine. Le navire est depuis une source de tensions entre Pékin et Manille. Les membres du Corps des Marines des Philippines présents à bord dépendent de missions de ravitaillement pour survivre. Manille et Pékin se sont rejeté mutuellement la responsabilité des collisions.
Le 10 novembre 2023, lors d’une autre mission de réapprovisionnement du BRP Sierra Madre, le BRP Cabra a été bloqué par des navires de la Garde côtière chinoise (CCG), plus un navire présumé appartenir à la milice chinoise. Le BRP Cabra a été encerclé à cinq reprises par la garde côtière chinoise et d’autres navires, mais il a réussi à s’éloigner à chaque fois jusqu’à ce qu’il soit encerclé près du haut-fond. Malgré le blocus et les manœuvres coercitives chinoises, le BRP Cabra a réussi à livrer des fournitures à la poignée de Marines philippins à bord du BRP Sierra Madre et est reparti sans incident. 
En janvier 2025, la Garde côtière chinoise a envoyé son plus grand navire, le CCG 5901, surnommé « Le Monstre » dans la zone économique exclusive des Philippines au large des côtes de Zambales. La Garde côtière philippine a déployé le BRP Cabra et deux avions pour surveiller les mouvements du navire chinois après que celui-ci a été repéré à 54 milles marins (100 km) de l’île de Capones. Le « Monstre » de 12000 tonnes fait environ 36 fois la taille du BRP Cabra de 330 tonnes. Le porte-parole de la PCG pour la mer des Philippines occidentales, le commodore Jay Tarriela, a déclaré qu’un avion Islander appuiera le BRP Cabra pour documenter « tout incident potentiel, y compris l’éperonnage intentionnel par le navire de la GCC, et s’assurer que des opérations de sauvetage immédiates peuvent être lancées si nécessaire ».